# Fred Seibert
Fred Seibert (New York, 15 settembre 1951) è un imprenditore e produttore televisivo statunitense, attivo nel campo dell'animazione e fondatore di Frederator Studios.